# Route nationale 8 (Martinique)
Pour les articles homonymes, voir Route nationale 8.
La Route nationale 8, ou RN 8, est une route nationale française en Martinique de 27,5 km, qui relie Le Lamentin au Marin.

## Tracé
- Le Lamentin (connexion avec les RN 5 et RN 6
- Ducos
- Petit-Bourg (Rivière-Salée, connexion avec la RN 7)
- Rivière-Pilote
- Le Marin (connexion avec les RN 5 et RN 6